# 關釜聯絡船
| 關釜聯絡船・博釜聯絡船     | 關釜聯絡船・博釜聯絡船                                  |
| -------------------------- | ------------------------------------------------------- |
| 停泊在下關鐵道棧橋的景福丸 |                                                         |
| 航路距離                   | 關釜航路（下関～釜山）240km 博釜航路（博多～釜山）215km |
| 站名・ 棧橋名              | 下關站・下関鉄道桟橋（Template:维基座標）               |
| 站名・ 棧橋名              | 博多站・博多桟橋（Template:ウィキ座標）                 |
| 站名・ 棧橋名              | 釜山站・釜山税関桟橋（Template:ウィキ座標）             |

關釜聯絡船（日语：／ Kanfu Renrakusen），是1905年至1945年間從日本下關至朝鮮釜山間航行的火車渡輪。另外、戰爭期間福岡市博多港與釜山間航行的博釜聯絡船（はくふれんらくせん）也一併記述。

## 航路概要
- 關釜航路　下關～釜山　240km　所需時間7小時30分（1940年10月）
- 博釜航路　博多～釜山　215km　所需時間8小時10分（1943年7月）

## 航路沿革
- 1905年（明治38年）9月11日 - 山陽汽船開闢前往大韓帝國之外國航線，隔日來回下關～釜山間「關釜聯絡船」。伴隨著京釜線的全通，壹岐丸開航。
- 1905年（明治38年）11月1日 - 對馬丸開航，毎日出航。
- 1906年（明治39年）12月1日 - 鐵道國有化、由鐵道院經營。
- 1910年（明治43年） - 伴隨著日韓合併而成為國内航線。
- 1943年（昭和18年）7月15日 - 基於下關港的容量不足及輸送力的増強、新開闢博多～釜山間之「博釜連絡船」。
- 1943年（昭和18年）10月5日未明 - 崑崙丸被美國海軍潛水艇魚雷擊沉（死者失蹤者583人）。之後不再於夜間航行。
- 1945年（昭和20年）6月 - 船舶遭空襲，封鎖對馬海峡而於事實上消滅。

## 相關
- 朝鮮總督府鐵道